# Вулиця Джорджа Вашингтона
Ву́лиця Джо́рджа Ва́шингтона — вулиця у місті Львові, пролягає на межі Личаківського та Сихівського районів, у місцевостях Пасіки та Майорівка. Сполучає вулиці Пасічну та Зелену. Поблизу будинку № 4Б вулицю перетинає не діюча залізнична колія промислового призначення.
Прилучаються вулиці Хлібна, Шафарика, Пасіки Галицькі, Довга.

## Історія
Вулиця виникла у 1930-х роках в межах місцевості Пасіки Галицькі та мала однойменну назву — Пасіки Галицькі. У 1944 році вулицю поділено на окремі ділянки і майбутня вулиця Вашингтона отримала назву — Пасіки Галицькі VII. Від 1958 року — вулиця Батальна. Сучасна назва від 1992 року, на честь американського державного діяча, першого президента США Джорджа Вашингтона.

## Забудова
На початку XX століття місцевість, де пролягає сучасна вулиця Вашингтона, була забудована садибами львівських передміщан, що займались городництвом та бджільництвом. На початку ХХ століття на Пасіках Галицьких, біля парку Погулянка, збудували великі цегельні, що належали Іпотечному банку, до яких проклали залізничну колію від станції Персенківка.
У 1960—1980-х непарний бік вулиці, від перехрестя з вулицею Шафарика до кінця, був забудований багатоповерховими стандартними будинками, серед яких виділяється 16-поверховий житловий будинок з монолітного залізобетону (вул. Пасічна, 104). Авторами забудови вулиці були архітектори Олег Радомський та Любомир Королишин.
На початку вулиці та в її кінці, з непарного боку переважає промислова забудова. Також залишилося кілька одноповерхових приватних будинків.

### Будівлі
№ 1 — виконавчий комітет Львівської міської ради 27 червня 2019 року затвердив містобудівні умови та обмеження на будівництво ПП «Західшляхрембуд» за цією адресою офісного комплексу з вбудованими приміщеннями громадського призначення, підземним паркінгом, даховою котельнею та трансформаторною підстанцією (зі знесенням існуючих споруд) на трьох земельних ділянках, які перебувають у комунальній власності міста і призначені для будівництва і обслуговування багатоквартирного житлового будинку. Висота офісного центру не повинна перевищувати 56,50 метрів, а сам офіс матиме 15 поверхів. Також у будівлі передбачений підземний паркінг, а навколо офісу — місця для паркування. Крім офісного центру тут буде збудований житловий комплекс «Washington City», що складатиметься з чотирьох дев'яти-десятиповерхових будинків, дозвіл на зведення якого отримані забудовником ще у серпні 2018 року. На першому поверсі однієї із секцій житлового комплексу передбачено приміщення для дошкільного навчального закладу. Будівництво розпочалося у IV кварталі 2019 року, а закінчення планується у IV кварталі 2021 року.
№ 4-А, 4-Б, 4-В — сучасний житловий комплекс з чотирнадцяти п'яти- та дев'ятиповерхових будинків, споруджений будівельною компанією «Інтергал-Буд» у 2005—2012 роках. В будинку під № 4-А працює приватний садочок «7 зірочок», а також у 2021 році відкрився стоматологічний центр Олесі Киричук.
№ 5-А — двоповерхова будівля, де містяться ЛКП «Дім» (колись ЖЕК № 510 Личаківського району), відділення АТКБ «ПриватБанк», ресторан «Три Оскари». 6 листопада 2020 року в приміщенні, де містився ресторан відкрився супермаркет «Рукавичка».
№ 6 — Львівський обласний клінічний перинатальний центр, заснований у 1986 році. У червні 2020 року до Перинатального центру як відділення репродуктивного здоров'я та планування сім'ї приєднаний Львівський обласний центр репродуктивного здоров'я населення, що раніше розташовувався на вул. Короленка, 9.
№ 8 — супермаркет АТБ (магазин № 1232). До листопада 2020 року тут містився супермаркет «Рукавичка».
№ 8-Г — супермаркет METPO (ТЦ № 37).
№ 10 — броварня «Перша приватна броварня».
№ 11 — аптека «Три-Мед».

## Транспорт
Вулиця Вашингтона має чимало автобусних маршрутів, відповідно до нової транспортної схеми, яка була запроваджена у Львові у 2012 році тут проходять маршрутні таксі № 15, 19, 24, 28, 47а, а також приміський маршрут № 138, які сполучає села Зимну Воду, Лапаївку зі Львовом.
Оскільки вулиця має виняткове значення у транспортному сполученні міста, передусім автобусного. Тому, у вересні 2014 року на перехресті вулиць Зеленої та Вашингтона організовано кільцевий рух автомобілів.
У травні 2018 року Львівська міська рада погодила збудувати на вулиці Вашингтона нову тролейбусну лінію.
Станом на жовтень 2021 року вулицею курсують міський автобус № 5н, 40, 47а, маршрутні таксі № 15, 23, 27, 44, а також приміський маршрут № 138.

## Цікаві факти
Поблизу будинку на вулиці Зеленій, 166, що розташований неподалік залізничної колії та перехрестя з вулицею Вашингтона починається потічок, який є основним стрижнем річки Полтви.
Найвища точка вулиці Вашингтона доходить до великого європейського вододілу між басейнами Чорного і Балтійського морів, який у цьому місці фактично проходить вулицею Пасічною.
Про львівську вулицю Вашінгтона існує пісня авторства Олега Гуцуляка "Ти спиш у далекому місті Лева, в будинку на вулиці Вашінгтона".